# Refinanzierung
Refinanzierung (englisch funding, financing) bedeutet allgemein die Beschaffung von Finanzierungsmitteln, um Kredite zu vergeben. Insbesondere bei Kreditinstituten ist es der Fachausdruck für die Kapitalbeschaffung zur Finanzierung des Aktivgeschäfts. 
Der Gebrauch des Begriffes ist im Deutschen nicht einheitlich. So lehnt sich die Verwendung gelegentlich auch an den englischen Ausdruck refinancing an, der einer Umschuldung oder umgangssprachlich einer Kreditablösung entspricht. Durch die begriffliche Nähe kommt es darüber hinaus auch zu Verwechselungen mit dem allgemeineren Vorgang der Finanzierung.

## Wortherkunft
Das Kompositum „Refinanzierung“ setzt sich aus dem lateinischen Präfix „re“ (zurück, wieder aber auch entgegen, wider) und dem Wortstamm „Finanzierung“ (lateinisch financia, „Zahlung“) zusammen und ist eine deverbale Ableitung. Refinanzierung ist sprachlich mithin entweder die erneute Finanzierung wie im englischen refinance oder aber wie im Deutschen die rückwärtige, z. B. die Passivseite der Bilanz betreffende, Finanzierung für auf der Aktivseite gewährte Kredite.

## Begründung im Rahmen der Geldschöpfung durch Geschäftsbanken

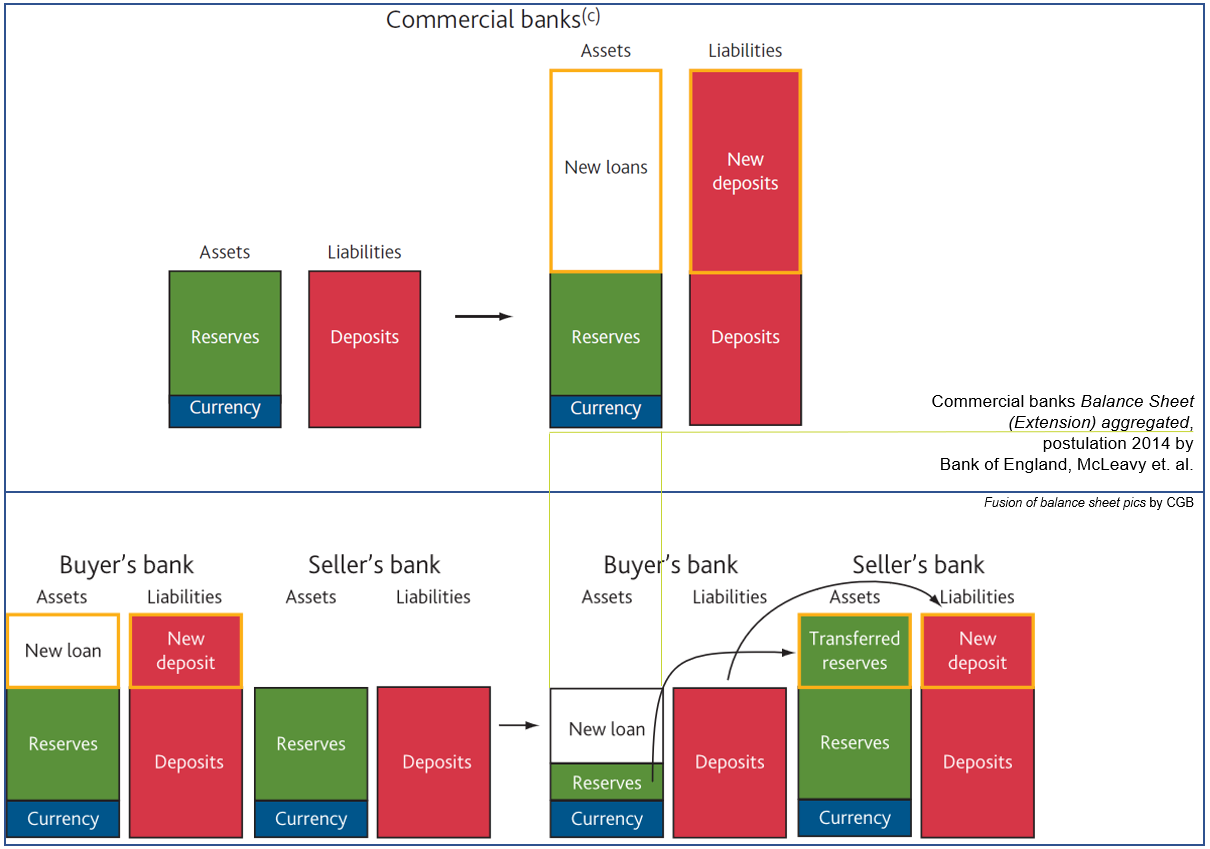
Stylisierte Bilanzbilder bei Kreditgewährung durch Geschäftsbank(en), einzel- vs. gesamtwirtschaftliche Betrachtung, erstellt durch die Bank of England 2014.

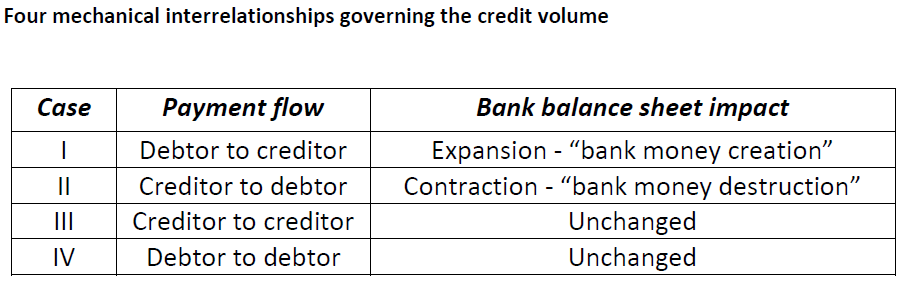
Nicht jede Kreditgewährung führt zu einer Erhöhung der Geldmenge (Decker/Goodhart 2021), es hängt von den Zahlungsströmen ab – siehe auch Kreditmechanik.

Bei Vergabe von Krediten oder Ankauf von Vermögenswerten auf der Aktivseite ihrer Bilanz erzeugen Geschäftsbanken Buchgeld in Form von Sichteinlagen auf Girokonten für ihre Kunden auf der Passivseite (siehe Geldschöpfung). Durch Überweisungen von Kunden dieser Gelder zu anderen Banken, durch Abhebungen sowie durch Transaktionen der Bank selbst verändern sich diese Verbindlichkeiten der Bank in andere Formen, wie Termin- und Spareinlagen sowie Schuldverschreibungen (Sparbriefe), Interbankenkredite oder Verbindlichkeiten gegenüber der Zentralbank. Außerdem müssen Banken Mindestreserveanforderungen und Mindesteigenkapitalanforderungen für Kreditrisiken im Rahmen von Basel III erfüllen. 
Im weitesten Sinne wird bei einer Bank die risikogerechte Verwaltung aller Bilanzposten, die im Gegenzug zum Aktivgeschäft entstanden sind, als Refinanzierung bezeichnet. Dabei werden Sichteinlagen mit zu den Refinanzierungsquellen gezählt. Im engsten Sinne definiert die Deutsche Bundesbank Refinanzierung dagegen lediglich als die Beschaffung von Zentralbankgeld durch die Geschäftsbanken.
Von Refinanzierung spricht man im Bankwesen nur bei liquiditätswirksamen Geldkrediten. Bei Kreditgeschäften im Rahmen der Kreditleihe (Avalkredite wie Bürgschaften) hingegen nicht.

## Herkunft der Mittel im Bankgeschäft
Bei den Refinanzierungsquellen sind passivische (die Passivseite der Bankbilanz betreffende) und aktivische (die Aktivseite der Bankbilanz betreffende) Quellen zu unterscheiden.

### Passivische Quellen
Bei der Eigenfinanzierung ist neben der Gewinnthesaurierung der Aktienmarkt die Hauptquelle zur Beschaffung von Eigenkapital mittels Kapitalerhöhung durch Emission von Aktien oder Genussrechten. Bei Nicht-Aktienbanken sind deren Gesellschafter die Quelle für Kapitalerhöhungen. Eigenkapital dient – auch bei Kreditinstituten – vornehmlich der Refinanzierung des Anlagevermögens und als Grundlage für die Ermittlung der Kernkapitalquote. Damit können Eigenkapitalerhöhungen auch eine Erfüllung gesetzlicher Vorschriften – wie der Eigenmittelanforderung in Artikel 92 Abs. 1 Kapitaladäquanzverordnung – darstellen.
Refinanzierungsquellen für die wesentlich bedeutsamere Fremdfinanzierung (Passivgeschäft) sind Geld- und Kapitalmarkt sowie der Devisenmarkt für die Refinanzierung in Fremdwährung. Finanzierungsinstrumente auf den Geld- und Kapitalmärkten sind Sicht-, Termin- und Spareinlagen sowie Schuldverschreibungen (Sparbriefe). Auf dem Devisenmarkt können im Rahmen des internationalen Kreditverkehrs Fremdwährungskredite aufgenommen werden. Datenparameter bei der passivischen Kapitalaufnahme sind Börsenkurse, Zinsniveau und Devisenkurse.

### Aktivische Quellen
Während die passivische Kapitalaufnahme meist zu einer Bilanzverlängerung führt, spielen bei der aktivischen Refinanzierung sowohl der Aktivtausch als auch die Bilanzverlängerung eine Rolle. Hauptquelle bildet insbesondere die Zentralbank, wobei die Europäische Zentralbank (EZB) innerhalb des Euroraums im Rahmen des Eurosystems den Geschäftsbanken Refinanzierungsmöglichkeiten einräumt. Wichtigste Quellen sind hierbei das Hauptrefinanzierungsinstrument und die Spitzenrefinanzierungsfazilität. Beim ersteren müssen die Geschäftsbanken notenbankfähige Kreditsicherheiten in Form von Wertpapieren verpfänden, die Spitzenrefinanzierungsfazilität steht hingegen als Blankokredit zur Verfügung. In beiden Fällen erhalten die Geschäftsbanken von der EZB als Gegenleistung Zentralbankgeld, das sie im Rahmen eines Aktivtauschs zur Refinanzierung von Krediten an Nichtbanken umwandeln können. Die frei disponible Überschussreserve kann ebenfalls für Kredite verwendet werden. Im Rahmen der Offenmarktgeschäfte mit der EZB können die Geschäftsbanken Zentralbankgeld durch Verkauf von Wertpapieren erhalten und wiederum zur Refinanzierung einsetzen. Kauft die EZB Staatsanleihen im Rahmen ihrer Offenmarktpolitik von den Banken, so übernimmt sie von ihnen möglicherweise risikobehaftete Vermögenspositionen gegen Überlassung von Zentralbankgeld, das die Geschäftsbanken für die Gewährung weniger riskanter Kredite verwenden können. Ähnliche Refinanzierungsmöglichkeiten gibt es international auch außerhalb des Eurosystems. Die Zentralbanken können in Zeiten der Wirtschafts- oder Bankenkrise als Kreditgeber letzter Instanz fungieren und schlimmstenfalls zur einzigen Refinanzierungsquelle werden.
Durch selektiven Verkauf aus dem Kreditportfolio ist der Kredithandel eine weitere, jedoch sehr begrenzt einsetzbare aktivische Refinanzierungsquelle. Die aus dem Kreditverkauf erlöste Liquidität steht für andere Kreditgewährungen zur Verfügung, das gilt auch für die Verbriefung. Im Interbankenhandel können zwecks Refinanzierung auch Geldmarktpapiere, Wertpapierleihe, Wertpapierpensionsgeschäfte und Repogeschäfte getätigt werden.
Eine noch junge Form der Refinanzierung stellen die True Sales dar. Hier werden von einem Kreditgeber Kredite mit identischen Laufzeiten und gleicher Risikostruktur gebündelt und an Investoren in verbriefter Form verkauft. Handelt es sich beim Kreditgeber um ein Kreditinstitut, kann die Eigenkapitalquote verbessert werden, allerdings entfallen andererseits die Zinseinkünfte aus den verkauften Krediten. Die Verbriefung von Subprime-Hypotheken spielte bei der Subprime-Krise eine zentrale Rolle.

## Bankbetriebliche Aspekte
Die Bankbetriebslehre befasst sich spätestens seit der „Goldenen Bankregel“ aus dem Jahre 1854 eingehend mit Fragen der Refinanzierung, weil das „Asset and Liability Management“ eine existenzielle Bedeutung für Kreditinstitute besitzt.

### Allgemeines
Bei der Refinanzierung spielen die bankbetrieblichen Funktionen der Fristentransformation, Losgrößentransformation und (horizontalen) Risikotransformation eine wesentliche Rolle. Die Fristentransformation hat im Zusammenhang mit der Refinanzierung die Aufgabe, die passivisch hereingenommenen Laufzeiten unter Beachtung der gesetzlichen Restriktionen (Liquiditätsverordnung) in die für das Kreditgeschäft erforderlichen Laufzeiten umzuwandeln. Bei einer positiven Fristentransformation liegen die Rückzahlungstermine für Verbindlichkeiten zeitlich vor den Fälligkeitsterminen für Forderungen, die Kapitalbindungsfristen auf der Aktivseite sind mithin länger als auf der Passivseite. Der Losgrößentransformation kommt insbesondere die Aufgabe zu, viele kleine Geldanlagen in wenige größere Kredite umzuwandeln. Die horizontale Risikotransformation besteht darin, dass das Kreditrisiko eines Geldanlegers durch (überbetriebliche) Einlagensicherung meist wesentlich geringer ist als das Kreditrisiko, das eine Bank bei der Kreditvergabe eingehen darf.

### Liquiditätsrisiko
Das dispositive Liquiditätsrisiko besteht aus einem Refinanzierungs-, Abruf- und einem Terminrisiko. Termin- und Abrufrisiken sind Gegenparteirisiken, weil diese im Verhalten der Bankkunden begründet sind.

#### Refinanzierungsrisiko
Ein Refinanzierungsrisiko besteht theoretisch nicht, wenn Kreditinstitute ihr Aktivgeschäft streng im Rahmen der Fristenkongruenz refinanzieren würden. Da sie jedoch aus Gründen der Gewinnmaximierung Inkongruenzen eingehen (dürfen), nehmen sie Refinanzierungsrisiken in Kauf. Das Refinanzierungsrisiko besteht in der Gefahr, dass eine Bank ihren gegenwärtigen und zukünftigen Zahlungsverpflichtungen nicht oder nicht fristgerecht nachkommen kann (Liquiditätsrisiko) und bei einem Liquiditätsengpass kurzfristige Mittel nicht oder nur zu einem höheren Zinssatz beschafft werden können. Es resultiert vor allem aus der Fristentransformation, mit der Banken von den Zinsdifferenzen zwischen Aktiv- und Passivgeschäft und unterschiedlichen Laufzeiten profitieren wollen.
Die Refinanzierung über die Finanzmärkte beinhaltet weitere Risiken. Die Eigenfinanzierung ist mit der Gefahr eines nicht kaufbereiten Aktienmarkts oder finanziellen Engpässen bei Gesellschaftern verbunden. Engpass bei der Fremdfinanzierung ist die fehlende Bereitschaft der Gläubiger, einer Bank erstmals oder im Rahmen einer Anschlussfinanzierung Geldmittel zur Verfügung zu stellen oder zu prolongieren, schlimmstenfalls führt in Finanzkrisen sogar der Bankansturm zu unerwarteten Einlagenabzügen. Als Datenparameter der Fremdfinanzierung kommen für Kreditinstitute das eigene Rating, das herrschende Zinsniveau und der Leitzins in Betracht.
Die Insolvenz von Lehman Brothers im September 2008 führte auf dem Interbankenmarkt zu einem erheblichen Vertrauensverlust mit der Folge, dass Kreditinstitute untereinander kaum noch Kredite vergaben, sondern anstatt dessen die EZB einschalteten. Bei dieser wurden überschüssige Geldanlagen der Banken platziert oder sie musste als Kreditgeber bei anderen Geschäftsbanken einspringen, die keine Interbankkredite mehr erhielten. Dies traf insbesondere die von der Interbankenrefinanzierung stark abhängigen Spezialbanken, Autobanken und Regionalbanken hart.

#### Terminrisiko
Das Terminrisiko besteht in der Gefahr einer unplanmäßigen Verlängerung der Kapitalbindungsdauer von Aktivgeschäften etwa durch verspätete Kreditzins- und/oder Tilgungszahlungen bei Krediten. Das kann durch die Bonitätsverschlechterung der Kreditnehmer ausgelöst werden, denen Stundungen ausgesprochen werden müssen. Im Auslandsgeschäft kann es wegen des sich verschlechternden Länderrisikos zu Moratorien mit der Folge eines Zahlungsverzuges kommen.

#### Abrufrisiko
Das Abrufrisiko besteht in der Gefahr, dass – bisher nicht ausgenutzte – Kreditzusagen zwar vertragskonform, aber zeitlich unerwartet in Anspruch genommen werden (aktivisches Abrufrisiko) oder Einlagen unerwartet abgerufen werden (passivisches Abrufrisiko). Von Bedeutung ist es insbesondere bei Großkrediten und Großeinlagen.

### Zinsänderungsrisiko
Ein Zinsänderungsrisiko – und auch ein Liquiditätsrisiko – besteht bei einer absolut fristenkongruenten Refinanzierung nicht, allerdings existiert ein Margenrisiko. Das Zinsänderungsrisiko besteht bei Inkongruenzen in der Gefahr, dass eine Anschlussrefinanzierung zu einem höheren Zinssatz abgeschlossen werden muss als die Ursprungsrefinanzierung. Die nicht fristenkongruente Refinanzierung verursacht ein Zinsänderungsrisiko, dessen Gewinn oder Verlust als Transformationsbeitrag bezeichnet wird. Es handelt sich um eine Spekulation, da die Refinanzierung nicht taggleich mit der Kreditauszahlung stattfindet. Sie führt zu einem Zinsspannenrisiko, weil sich die Gewinne oder Verluste dieses Transformationsbeitrags in der Gewinn- und Verlustrechnung der refinanzierenden Bank niederschlagen. Das Zinsänderungsrisiko ergibt sich als Folge der Fristentransformation durch mangelnde Elastizität der Zinserträge gegenüber dem Zinsaufwand und umgekehrt.

## Bankaufsichtsrechtliche Auswirkungen
Bei Vorliegen einer normalen (also nicht inversen) Zinsstruktur führt eine Refinanzierung langfristiger Kredite durch kurzfristige Einlagen zu einem Zinsgewinn, weil die kurzfristigen Einlagenzinsen niedriger sind als der langfristige Kreditzins. Dann üben Banken die Funktion der Fristentransformation aus, die in diesem Fall zu einem positiven Transformationsergebnis führt. Dies ist jedoch mit einem Refinanzierungsrisiko verbunden, weil revolvierend eine Anschlussrefinanzierung gesucht werden muss. Um dieses Risiko zu begrenzen, müssen Banken zwei Liquiditätskennzahlen erfüllen, die nach § 2 Abs. 1 LiqV den Wert eins nicht unterschreiten dürfen:

### Kurzfristige Liquiditätsquote
Die kurzfristige, stressbasierte Liquiditätsdeckungsquote oder kurz Liquiditätsquote (LCR) soll die Zahlungsfähigkeit einer Bank gewährleisten, ohne dabei auf fremde Hilfe angewiesen zu sein. Zu den hochliquiden Aktiva gehören Bargeldbestände, verfügbare Zentralbankguthaben und sichere Staatsanleihen. Mit Kursabschlägen (Disagio) können aber auch andere Wertpapierbestände einbezogen werden:
{\displaystyle {\frac {\text{Bestand an hochliquiden Aktiva}}{\text{Nettozahlungsabgang in 30 Tagen unter Stress}}}\geq 1}
Die Kennzahl gibt an, ob es gelingt, Aktiva möglicherweise mit Verlust zu veräußern, um die Liquiditätsanforderungen unter ungünstigen Umständen für mindestens 30 Tage zu erfüllen. Sie wird zu 60 % ab Januar 2015 eingeführt, ihre volle Wirksamkeit ist für Januar 2019 beschlossen worden.

### Strukturelle Liquiditätsquote
Die mittelfristige, strukturelle Liquiditätsquote (NSFR) stellt vorhandene Refinanzierungsmittel (englisch available stable funding; ASF) den zu refinanzierenden Aktiva (englisch required stable funding; RSF) gegenüber. Sie soll gewährleisten, dass mittelfristig die Aktiva einer Bank mindestens anteilig mit „stabilen“ Passiva refinanziert werden. Dabei wird die Liquidierbarkeit der Aktiva berücksichtigt:
{\displaystyle {\frac {\text{tatsächliche vorhandene Refinanzierungsmittel}}{\text{erforderliche zu refinanzierende Aktiva}}}\geq 1}
Als „tatsächliche vorhandene Refinanzierung“ werden jene Passiva angesehen, die einer Bank auch in Stresssituationen noch mindestens 1 Jahr zur Verfügung stehen. Zu den „erforderlichen zu refinanzierenden Aktiva“ gehören etwa hochliquide Staatsanleihen; sie werden mit einem Gewicht von 5 % berücksichtigt. Die Kennzahl schafft Anreize, Aktiva mit Hilfe langfristiger, wenig volatiler Passiva zu refinanzieren. Die Kennzahl wird ab 2018 verbindlich eingeführt. Die Summe der „gemäß ihrer dauerhaften Verfügbarkeit gewichteten Passiva“ (tatsächliche stabile Refinanzierung) muss mindestens der Summe der nach ihrer Liquiditätsnähe gewichteten Aktiva zuzüglich des mittelfristigen Finanzierungsbedarfs aus außerbilanziellen Positionen (erforderliche stabile Refinanzierung) übertreffen. Es gilt mithin:
{\displaystyle {\frac {\text{verfügbare stabile Refinanzierung}}{\text{erforderliche stabile Refinanzierung}}}\geq 1}

## Transformation
Die Refinanzierungskosten für das Kreditgeschäft sind in einem erheblichen Maße von Unsicherheit über die künftige Zinsentwicklung am Geld- und Kapitalmarkt geprägt. Diese Unsicherheit wird umso größer, je weiter die zu prognostizierenden Zinsen in der Zukunft liegen. Durch Zinsderivate kann versucht werden, künftige Entwicklungen zu antizipieren und das Risiko abzusichern.
- Im Regelfall werden Refinanzierungen unmittelbar vor oder spätestens bei Kreditgewährung kongruent (deckungsgleich) vorgenommen. Von Betragstransformation wird gesprochen, wenn zunächst keine oder mehr Refinanzierungsmittel beschafft werden, als dies dem konkreten Kreditneugeschäft entspricht. Man unterscheidet zwei Arten:
  - Werden Kredite gewährt, ohne dass es zur sofortigen Refinanzierung kommt, handelt es sich um einen so genannten Aktivvorgriff. Entscheidet sich eine Bank für einen Aktivvorgriff, so kommt es bei Kreditgewährungen zunächst nicht zu einer sofortigen Refinanzierungstransaktion. Folge ist eine Liquiditätsverknappung, die etwa aufgrund eines Liquiditätsüberschusses hingenommen werden kann. Ziel dieses Aktivvorgriffs ist eine erwartete Zinssenkung auf dem Geld- oder Kapitalmarkt, die bei zeitlich später vorgenommener Refinanzierung zu niedrigeren Refinanzierungskosten und damit zu einem Zusatzgewinn (Transformationsgewinn) führt.
  - Umgekehrt wird bei einem Passivvorgriff mit steigenden Zinsen gerechnet und nach Kapitalanlegern (etwa durch Emission von Bankschuldverschreibungen) gesucht, ohne dass gleichzeitig entsprechende Kredite gewährt werden. Bis zur Kreditvergabe werden derartige Beträge zinsbringend – meist mit kürzeren Laufzeiten bei anderen Banken – am Geldmarkt temporär platziert. Im Falle späterer Kreditgewährungen werden die temporär angelegten Gelder aufgelöst und als Refinanzierung der Kredite eingesetzt.

Beide Maßnahmen können auch mit einer erwarteten Änderung des Bankratings zusammenhängen, das wiederum mit Auswirkungen auf die zu zahlenden Habenzinsen verbunden sein kann. Aktiv- und Passivvorgriff beinhalten ein Zinsänderungsrisiko und möglicherweise ein Anschlussrefinanzierungsrisiko.
- Die zunehmende Globalisierung kann Refinanzierungsmaßnahmen in fremder Währung erforderlich oder – nach Einschätzung der Währungsrisiken – auch wünschenswert machen. In diesem Fall wäre eine Währungstransformation durchzuführen, die durch Devisenderivate absicherbar ist. Hier lassen sich einerseits Refinanzierungsmittel in anderen Währungen beschaffen, als sie als Kredit Verwendung finden. Andererseits entstehen am Markt Kreditprodukte, die dem Kreditnehmer Wahlrechte lassen, in welcher Währung Kredite zurückgeführt werden.

## Zweckgebundene Refinanzierungen
Streng zweckgebundene Refinanzierungen weisen Hypothekenbanken, Pfandbriefbanken und Bausparkassen auf. Hypotheken- und Pfandbriefbanken refinanzieren durch gesetzlichen Zwang (Pfandbriefgesetz) Realkredite und sonstige Hypothekendarlehen überwiegend durch die Emission von Pfandbriefen und/oder Hypothekenanleihen (auch englisch Mortgage Covered Bonds genannt), die mit den Hypothekendarlehen in einem Deckungsregister verknüpft werden. Das gilt auch für Kommunalkredite/Staatskredite (durch Kommunalobligationen/öffentliche Pfandbriefe, genannt englisch public sector bonds/municipal bonds, ebenfalls mit Deckungsregister). Bausparkassen refinanzieren ihre Bauspardarlehen ausschließlich aus Bausparguthaben („Kollektivgeschäft“), nur Zwischenfinanzierungen dürfen auf dem Geldmarkt aufgenommen werden. Bei Förderkrediten, die über eine Hausbank abgewickelt werden müssen, muss die Hausbank einen so genannten Refinanzierungsantrag an die Förderbank richten, die dann der Hausbank die Fördermittel zur Weiterleitung an den Endkreditnehmer zur Verfügung stellt. Streng zweckbestimmte Refinanzierungen sind ausschließlich passivisch zu refinanzieren.

## Organisation
Nach der Organisationsvorgabe des § 25a Abs. 1 KWG müssen Kreditinstitute über eine „ordnungsgemäße Geschäftsorganisation verfügen, die die Einhaltung der vom Institut zu beachtenden gesetzlichen Bestimmungen und der betriebswirtschaftlichen Notwendigkeiten gewährleistet“. Zwecks Erfüllung dieser gesetzlichen und bankbetrieblichen Erfordernisse besitzen die meisten Banken eigene Abteilungen, die sich ausschließlich mit Refinanzierungsaufgaben befassen. Diese gehören zum Liquiditätsmanagement von Kreditinstituten. Sobald die operative Abwicklung der Bankgeschäfte Zahlungsströme (Einzahlungs- und Auszahlungsströme) auslöst, wirkt sich dies auf die Refinanzierung aus. In diesen Abteilungen laufen die Zahlungseingänge und -ausgänge zusammen, sie nehmen den passivischen oder aktivischen Ausgleich vor und optimieren unter Beachtung der gesetzlichen Vorgaben und des Liquiditätsziels das Betriebsergebnis.

## Refinanzierungsmix
Die verschiedenen passivischen Quellen werden zins- und laufzeitbedingt gezielt genutzt. Im Jahre 2010 wurden Kredite von deutschen Kreditinstituten zu 34 % aus Sicht- und Termineinlagen von Nichtbanken, 28 % aus Interbankverbindlichkeiten, 27 % aus Bankschuldverschreibungen und zu 9 % aus Spareinlagen refinanziert. Die Anteile der einzelnen Refinanzierungsquellen kann sowohl zinsbedingt als auch aus Gründen der Minimierung von Gläubigerrisiken schwanken.